# 妙宣寺 (山武市)
妙宣寺（みょうせんじ）は、千葉県山武市埴谷にある日蓮宗の寺院。山号は大丞山。本尊は釈迦如来。旧本山は中山法華経寺。親師法縁。
隣接する長光寺のしだれ桜とともに桜の名所としても知られている。

## 歴史
室町時代（南北朝時代）にこの地の豪族であった埴谷氏の持仏堂として、埴谷重継が氏寺にしたのが始まりとされる。日英やその弟子を輩出した寺である。
また立正治国論を将軍足利義教に進言してその怒りに触れ、焼鍋をかぶせられたという「鍋かぶり日親（上人）」として知られる室町時代の僧日親が出家した寺でもある。境内と本堂には日親の生涯のエピソードに関するパネルが掲示されている。

## 文化財
- 山武市指定史跡（昭和51年3月22日）[2]
  - 境内

## 旧末寺
日蓮宗は昭和16年に本末を解体したため、現在では、旧本山、旧末寺と呼びならわしている。
- 埴谷山妙國寺（山武市沖渡）
- 妙典山妙浄寺（山武市横田）
- 龍昇山妙福寺（雲仙市南串山町丙）

## 所在地
- 千葉県山武市埴谷1396